# Växjö
Växjö ([ˈvɛkːˈɧøː]IPA) je švédské město v provincii Småland, 195 km jihovýchodně od Göteborgu. V roce 2010 zde žilo přes 60 000 obyvatel. Název vznikl pravděpodobně sloučením slov väg (cesta) a sjö (jezero). Město leží mezi jezery, přes které v zimě po zamrznutí vedla cesta. Podle legendy sem křesťanství přinesl misionář Sigfrid, od roku 1170 zde bylo biskupství a poutní místo. Městská práva získalo od krále Magnuse IV. 13. února 1342. Vzhledem k umístění mezi soupeřícím Švédskem a Dánskem bylo mnohokrát zničeno, ovšem mohlo i těžit z přeshraničního obchodu.
Ve městě stojí katedrála Švédské církve. U jejího vchodu je runový kámen. V okolí jsou hrady Teleborg a Kronoberg. Sídlí zde Linného univerzita, pojmenovaná po Carlu Linném, který ve městě od roku 1716 studoval. Sídlí zde hokejový klub Växjö Lakers HC a fotbalový klub Östers IF. Je zde letiště Växjö-Kronoberg.

## Osobnosti
- Jonas Jonasson (* 1961), spisovatel
- Pär Lagerkvist (1891-1974), nositel Nobelovy ceny za literaturu z roku 1951